# Chronos-Werk

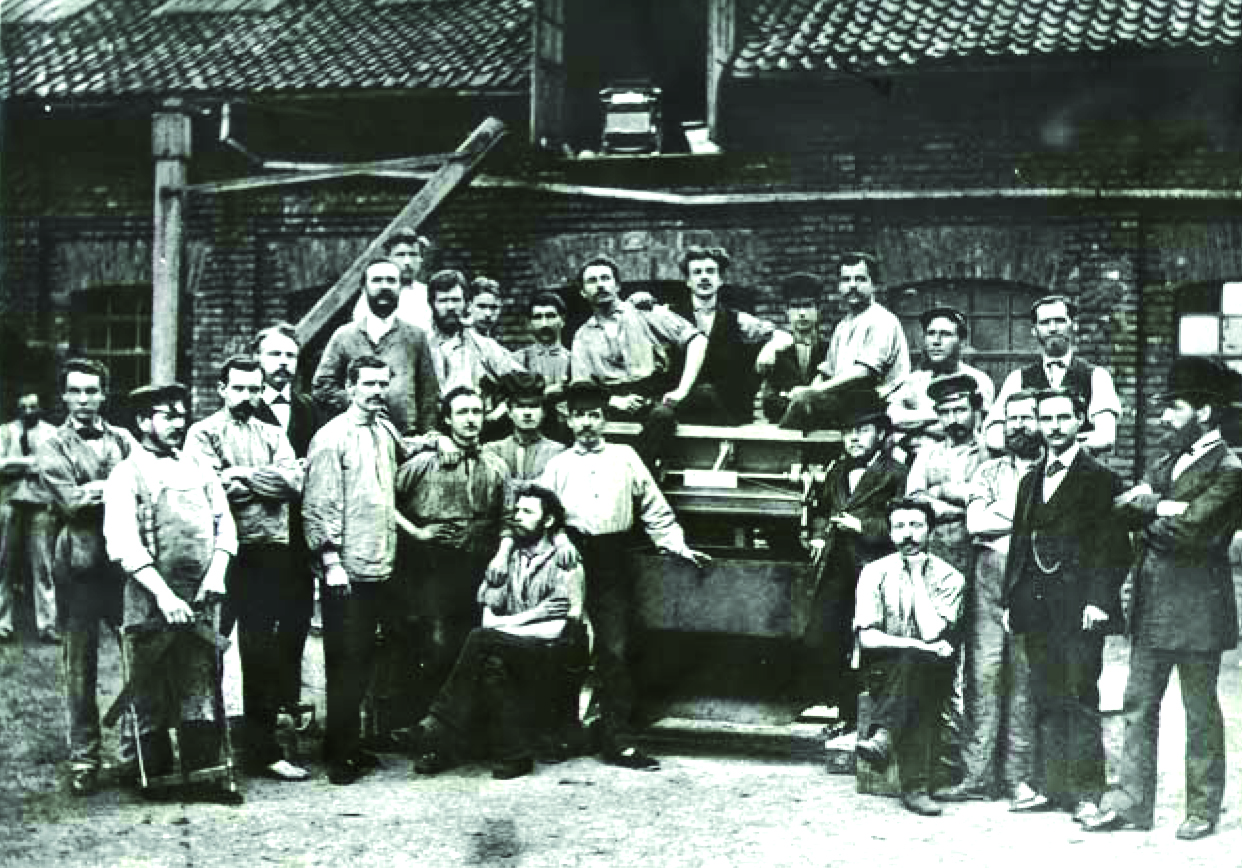
Foto der Belegschaft der Maschinenfabrik C. Reuther & Reisert 1882. Rechts an der Waage Eduard Reisert, ganz rechts Carl Reuther

Die Chronos-Werk Reuther & Reisert KG war ein 1881 gegründeter Hersteller von Waagen mit Sitz in Hennef an der Sieg. Das Unternehmen produzierte und vertrieb unter anderem die erste automatische und eichbare Waage der Welt.

## Geschichte

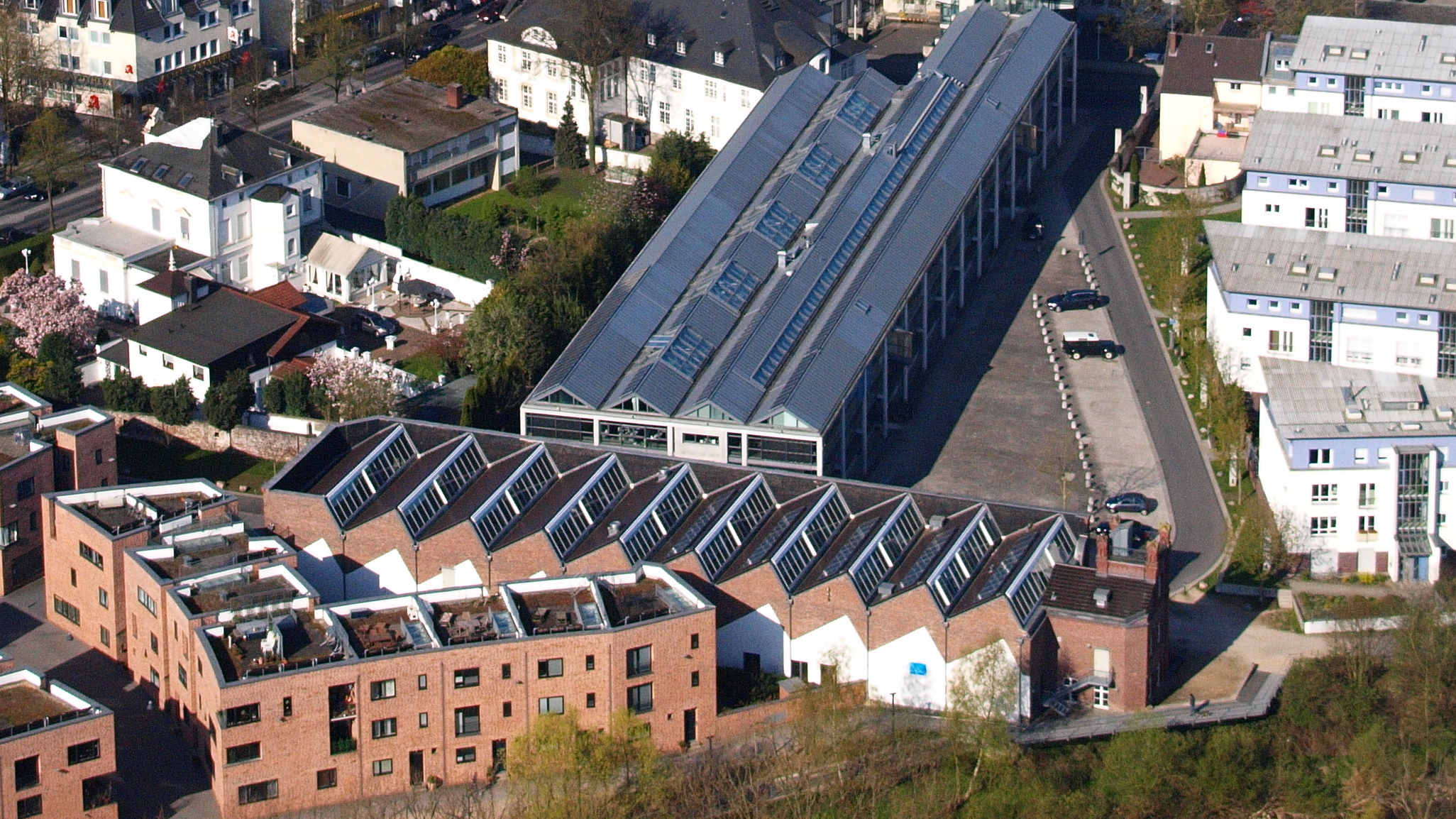
Gelände der ehemaligen Chronos-Werke

Der Unternehmer Carl Reuther (* 17. August 1834 in Hennef; † 9. Februar 1902 ebenda) gründete 1862 im Zissendorfer Hof in Hennef eine Schlosserwerkstadt aus der 1867 die Fabrik für landwirtschaftliche Maschinen hervorging. Im Zuge des Ausbaus wurde daraus 1869 die Maschinenfabrik C. Reuther & Co. 1879 erfolgte die Umwandlung in Aktiengesellschaft Fabrik für landwirtschaftliche Maschinen. Nach seinem Ausscheiden gründete Carl Reuther 1881 mit im Ingenieur Eduard Reisert die Hennefer Maschinenfabrik Reuther & Reisert zur Herstellung unter anderem auch eine nicht automatische Dezimalwaage.
Der Ingenieur Eduard Reisert (* 16. Februar 1847 in Alzenau/Unterfranken; † 20. Januar 1914 in Köln) hatte 1876 mit dem Fabrikanten Munnem in Köln die Maschinenfabrik Munnem & Reisert gegründet. 1877 entwickelte er dort mit der Nr. 66 ein erstes waageähnliches Durchsatzmessgerät und meldete es zum Patent an.
Carl Reuther gründete am 1. Juli 1881 mit Eduard Reisert in Hennef die Hennefer Maschinenfabrik C. Reuther & Reisert. Das erste Fabrikgebäude wurden 1881 zwischen der Frankfurter Straße und der Sieg unweit des Bahnhofes errichtet. In der Folgezeit entwickelten sie dort mit der Chronos-Waage die erste eichfähige, automatische Waage der Welt und erhielten im Dezember 1882 den Patentschutz. Am 12. April 1883 erteilte das Kaiserliche Normal Aichungs Commission die Zulassung als Wertmesser.
Um 1890 war das Unternehmen Inhaber von 70 Patenten. In dieser Zeit bescheinigte man dem Unternehmen das  fast ausschließliche Monopol in der Welt. Im Jahr 1900 wurden weitere Fabrik- und Verwaltungsgebäude auf dem Firmengelände errichtet. Daneben erbaute sich Carl Reuther eine Fabrikantenvilla und Eduard Reisert eröffnete gegenüber seine eigene Fabrik für Gebrauchsgegenstände (Klio-Werk) um einen von ihm patentierten Füllfederhalter zu produzieren. Carl Reuther starb 1902 und sein Sohn Wilhelm Reuther trat als Geschäftsführer in das Unternehmen ein. Eduard Reisert starb 1914. Den Ersten Weltkrieg und die Zeit der Weimarer Republik mit Weltwirtschaftskrise überstand das Unternehmen recht gut. Wilhelm Reuther starb 1933. Die Geschäftsführung übernahmen daraufhin Walter Reuther und Eduard Reisert aus den Gründerfamilien und wandelten die Gesellschaft 1938 in eine KG um.
Im Zweiten Weltkrieg zählte das Werk zu den Rüstungsbetrieben. Nach Kriegsende 1945, in der britischen Besatzungszone gelegen, wurde die Maschinenfabrik erst 1950 von der Liste der zu demontierenden Unternehmen gestrichen. Infolge wurde der Betrieb wieder aufgebaut und das Unternehmen in Chronos-Werk Reuther und Reisert KG umbenannt. Eduard Reisert starb 1961.
1972 wurden die Chronos-Werke von der Howe Richardson Scale Co. übernommen. Das Unternehmen firmierte dabei in Chronos Richardson GmbH um. Unternehmenszweck war die Herstellung von elektrischen Mess-, Kontroll-, Navigationsvorrichtungen. Mitte der 1980er-Jahre wurde der Produktionsstandort aus der Innenstadt in das Gewerbegebiet Hennef-West verlegt. In Folge realisierte die Stadt Hennef auf dem 0,8 Hektar große Firmengelände in der Innenstadt das Wohnbauprojekt Quartier Chronos. 1990 erfolgte eine neuerliche Übernahme der Chronos-Werke durch die Staveley Industries und die Eingliederung in den Firmenverbund Weighing & Systems Group mit den Unternehmen Salter und Weigh-Tronix. 1998 übernahmen Mitarbeiter in einem Management-Buy-out das Werk in Hennef, verkauften es 2000 aber wieder an den kanadischen Konzern Premier Tech. Im Jahr 2004 meldete die Chronos Richardson GmbH Insolvenz an.

## Quartier Chronos

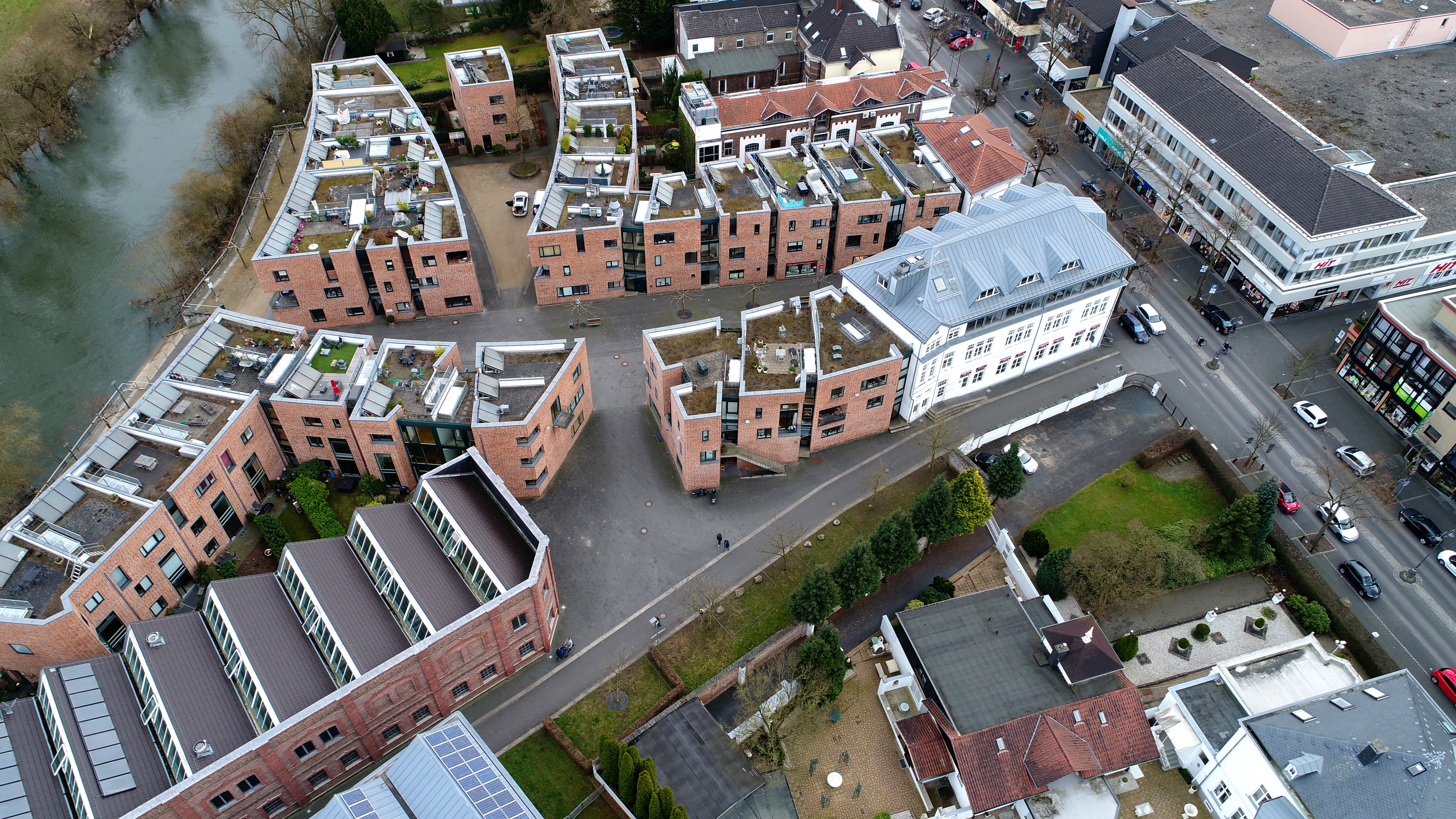
Quartier Chronos mit Chronos Platz und ehemaligem Fabrik- (li) sowie Verwaltungsgebäude (re)

Für die Nachnutzung des brachliegenden Firmengeländes der Chronos-Werke in der Innenstadt von Hennef beschloss der Stadtrat eine kleinteiligen Wohnbebauung unter Einbindung einzelner historischer Gebäude. Zu diesem Zweck wurde 1999 ein Realisierungswettbewerb ausgelobt, den das Kölner Architekturbüro Peter Böhm Architekten gewann. Die Planung für die integrierten Altbauten und die Projektentwicklung übernahm Michael Deisenroth. Im gleichen Jahr war Baubeginn für das Projekt Quartier Chronos. Es entstanden bis 2001 eine Uferpromenade an der Sieg, zwei Plätze, 45 Wohnhäuser mit Tiefgarage und Blockheizkraftwerk sowie eine Reihe von Laden- und Gastronomieflächen. Im Jahr 2003 erhielt das Quartier Chronos eine Anerkennung beim Deutschen Architekturpreis und 2004 den Architekturpreis NRW.

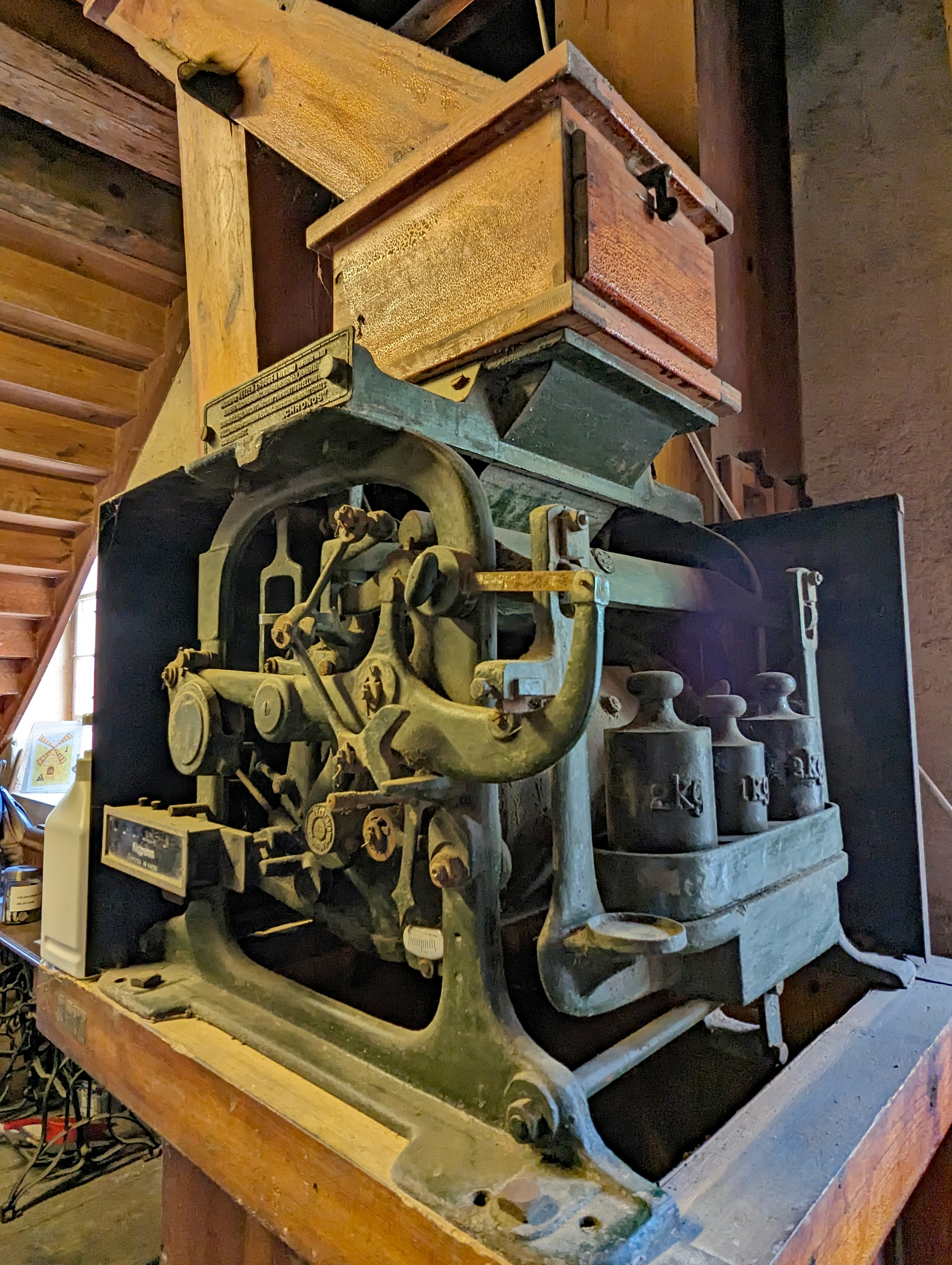
Mechanische Waage Nr. 54326 in der Kienmühle Thiendorf

## Chronos-Waage
Die Chronos-Waage ist ein automatisches Wiegesystem für Schüttgut oder Flüssigkeiten. Das Kernstück der Waage bildet dabei ein Tandem-Waagebalken mit einem Nachstromregeler. Das Wiegegut wird dabei in die Waage eingefüllt und bei Erreichen eines zuvor eingestellten Gewichtes mittels Kippgefäß oder Bodenklappe automatisch ausgeschüttet. Chronos-Waagen können auf verschiedene Wägegüter mit unterschiedlichen Schüttdichten und zu erwiegenden Massen eingestellt sowie geeicht werden und wurden für unterschiedliche Messbereiche zwischen 0,2 kg und 3000 kg hergestellt. In den ersten Jahren wurden sie überwiegend als sogenannte Absackwaagen für landwirtschaftliche Produkte verwendet.

## Historische Spuren

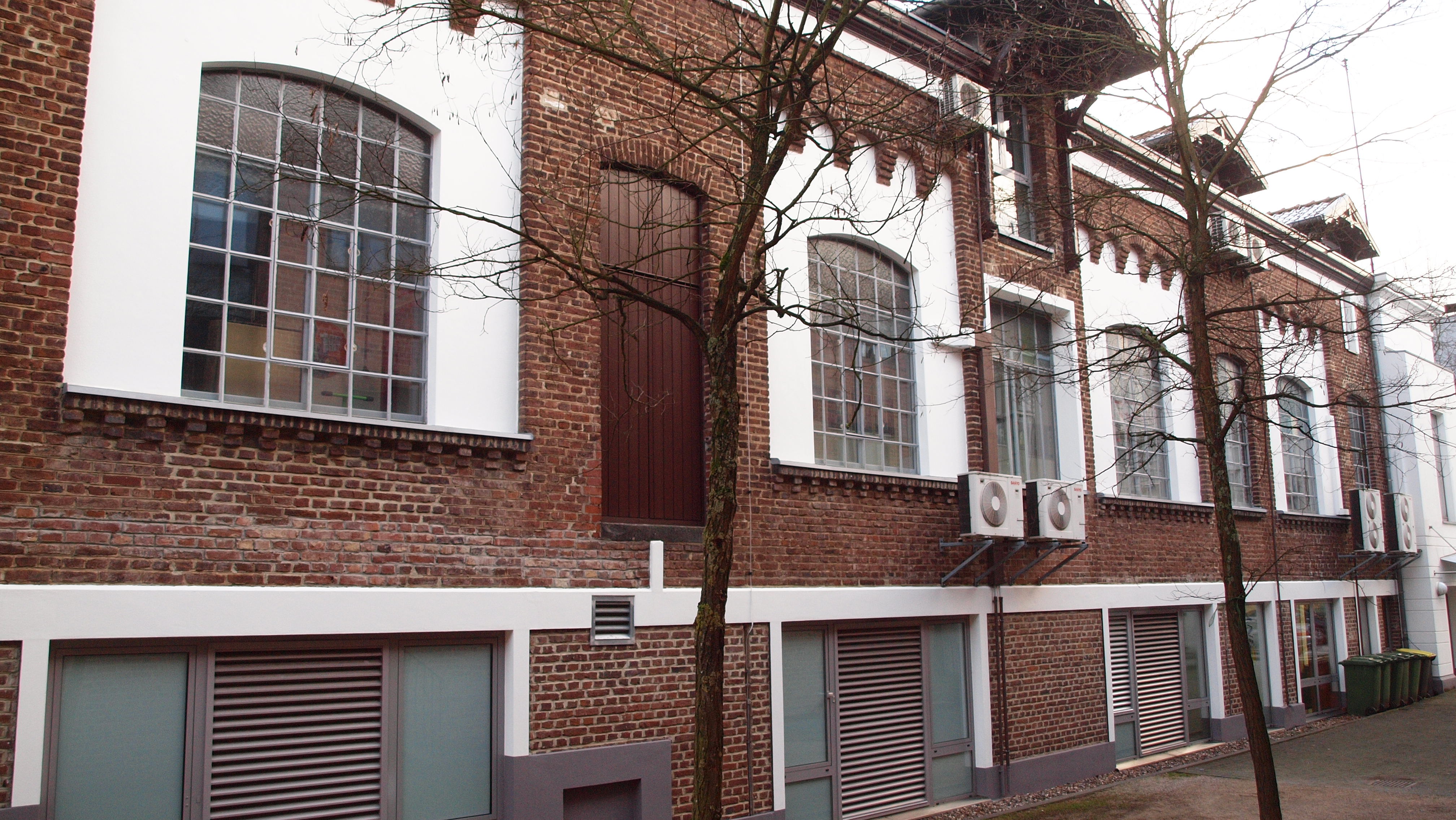
Ehemalige Remise der Chronos-Werke 2015

- Fabrikkomplex: Frankfurter Straße 93 in Hennef. Sheddachhalle mit Feuerwehrturm der ehemaligen Chronos-Werke stehen heute unter Denkmalschutz.[12]
- Villa Reuther: Frankfurter Straße 95 in Hennef. Fabrikantenvilla mit Kutscherhaus erbaut um 1900 von Carl Reuther nach Plänen des Architekten Jos. Bröhl. 2010–2011 restauriert. Heute unter Denkmalschutz stehend noch im Besitz der Familie Reuther.[12][13]
- Verwaltung Chronos-Werk: Frankfurter Straße 91 in Hennef. Verwaltungsgebäude erbaut um 1900 nach Plänen des Architekten Heinrich Kiefer. Heute unter Denkmalschutz.[12][13]
- Remise: Frankfurter Straße 89 in Hennef. Nebengebäude der ehemaligen Chronos-Werke steht heute unter Denkmalschutz.[12]
- Chronos Waage: In Hennef besteht zur Chronos die Dauerausstellung Gewichte, Waagen und Wägen im Wandel der Zeit und die am Bahnhof in einem Schaufenster ausgestellte Chronos-Waage ist als Pionierleistung Mittelpunkt des Hennefer Waagen-Wanderwegs.[14]
- Im Rahmen der Neugestaltung der Hennefer Innenstadt mit dem Quartier Chronos wurde auf dem ehemaligen Firmengelände der Chronosplatz angelegt. Zudem gibt es in Hennef die nach Carl Reuther benannte Reutherstraße 3.